# Liste der Bodendenkmäler in Schwaigen
Auf dieser Seite sind die Bodendenkmäler in der oberbayerischen Gemeinde Schwaigen zusammengestellt. Diese Tabelle ist eine Teilliste der Liste der Bodendenkmäler in Bayern. Grundlage ist die Bayerische Denkmalliste, die auf Basis des Bayerischen Denkmalschutzgesetzes vom 1. Oktober 1973 erstmals erstellt wurde und seither durch das Bayerische Landesamt für Denkmalpflege geführt wird. Die folgenden Angaben ersetzen nicht die rechtsverbindliche Auskunft der Denkmalschutzbehörde.

## Bodendenkmäler der Gemeinde Schwaigen

### Bodendenkmäler in der Gemarkung Schwaigen
| Lage                 | Objekt                                                     | Akten-Nr.     | Bild |
| -------------------- | ---------------------------------------------------------- | ------------- | ---- |
| Schwaigen (Standort) | Holz-Kies-Straße der älteren römischen Kaiserzeit.         | D-1-8332-0004 |      |
| Schwaigen (Standort) | Abgegangene Glashütte der frühen Neuzeit (Alte Glashütte). | D-1-8332-0063 |      |
| Schwaigen (Standort) | Abgegangene Glashütte der frühen Neuzeit (Neue Glashütte). | D-1-8332-0064 |      |